# Bernard Jullien
Marcel-Bernard Jullien, né le 2 février 1798 à Paris où il est mort le 15 octobre 1881, est un érudit français, grammairien et lexicographe.

## Biographie
Fils de l’universitaire Bernard Jullien, il a suivi avec distinction les classes du collège de Versailles, et débuté dans l’enseignement comme professeur de septième à Sainte-Barbe. Il a ensuite professé la rhétorique dans différents collèges, avant de revenir quelque temps à Paris, puis d’exercer, de 1831 à 1835, les fonctions de principal au collège de Dieppe.
Écarté, en 1836, de l’enseignement pour ses opinions politiques, il a pris l’état de professeur libre et d’écrivain, pour se consacrer à la grammaire et à la critique littéraire. La même année, il est venu s’établir définitivement à Paris, où il a fait un doctorat ès-lettres en Sorbonne sous Joseph-Victor Leclerc avec une thèse latine sur la physique d'Aristote et Sur l’étude et l’enseignement de la grammaire, puis une licence ès-sciences.
Il s’est consacré à de nombreux travaux d’enseignement et d’érudition. La grammaire surtout l’attirait, et il y a trouvé son heure de renommée. Il a été l’un des membres les plus actifs et pendant longtemps le secrétaire de la Société des méthodes d’enseignement. De 1843 à 1850, il a dirigé la Revue de l’instruction publique, créée en 1842 par la librairie Hachette.
Pendant cette même période, il a assidument collaboré, pour l’enseignement de la langue française, au Manuel général de l’instruction primaire. Plus tard, quand Émile Littré a entrepris la publication de son grand Dictionnaire de la langue française, il a été, avec Édouard Sommer, l’aide de tous les jours de cet illustre lexicographe. « Tous les deux, écrit Littré dans sa préface en 1863, mettent au service du Dictionnaire leurs lectures, leur expérience, leur savoir ; et quand j’ai sous les yeux ces épreuves où sont consignées leurs observations et leurs critiques, je ne puis jamais assez me féliciter de leur zèle, de leurs lumières et de la sécurité qu’ils me donnent. » Depuis, Sommer est mort prématurément, mais Jullien a pu conduire l’œuvre jusqu’à son terme, en 1866.
Cet anti-romantique nostalgique du Premier Empire s’était approprié avec beaucoup de bon sens et d’élévation les doctrines de l’école, trop dédaignée peut-être à son époque, des grammairiens philosophes du XVIIIe siècle, appuyant ses doctrines grammaticales sur une étude approfondie de l’Antiquité. Préférant le rationalisme du siècle des Lumières au romantisme, il n’a pu progresser dans la carrière universitaire avant le Second Empire français, et s'est senti injustement traité, comme le montre la préface de son de Histoire de la poésie française à l’époque impériale de 1844. Sa pensée a pu se développer pleinement sous Napoléon III dans six thèses approfondies sur la grammaire, la littérature, l’histoire et la philosophie.
Plusieurs de ses ouvrages, tel son Cours supérieur de grammaire, ont longtemps fait autorité. C’était aussi un amateur et un connaisseur très distingué en archéologie musicale. Ses études sur la musique et la métrique ancienne ont été estimées par les meilleurs juges. Son fils Adolphe Jullien l’a d’ailleurs suivi dans cette voie. Il enfin publié des travaux d’histoire littéraire, notamment une Histoire de la littérature française à l’époque impériale, qu’il juge, en général, avec une bienveillance quelque peu exagérée.

## Jugements
« Jullien n’était pas un simple maitre de grammaire, c’était un érudit dans la plus sérieuse acception du mot, docteur ès-lettres et licencié ès-sciences, auteur de sept voJames de thèses littéraires, critiques, historiques et philosophiques, qui dénotent un esprit précis et fécond. Son caractère indépendant loi suscita plus d’eo adversaire. D’ailleurs, il faut avouer que la polémique ne lui déplaisait pas et qu’il ne faisait rien pour l’éviter. li n’était pas complaisant aux nouveautés, et la grammaire historique, à la mode maintenant, avait spécialement le don de l’agacer. Il en était de même pour tout ce qui n’était pas le pur classique, dans lequel, par malheur, il comprenait le classique de la décadence. ll n’hésita jamais à rompre des lances à tout venant pour l’école du premier Empire : c’était le temps de sa jeunesse. Il eut plus d’une fois maille à partir à ce sujet avec Sainte-Beuve, dont cette école était la bête noire… Pourtant, il y avait un sujet où Jullien était fort compétent et où il n’approuvait pas l’esprit de conservation à outrance. C’était en fait d’orthographe. Comme Firmin Didot, il y proposait des réformes qui auraient mérité d’être prises en considération. Ses conseils à cet égard n’ont pas été suivis, et Dieu sait quelle débâcle future cela nous présage ! Un de ses principaux titres fut sa contribution au grand dictionnaire de Littré… C’est assurément un titre fait pour honorer toute une carrière. »

— Frédéric Baudry, Journal des Débats.